# Буковець (гміна)
Гміна Буковець (пол. Gmina Bukowiec) — сільська гміна у північній Польщі. Належить до Свецького повіту Куявсько-Поморського воєводства.
Станом на 31 грудня 2011 у гміні проживало 5208 осіб.

## Площа
Згідно з даними за 2007 рік площа гміни становила 111.00 км², у тому числі:
- орні землі: 77.00%
- ліси: 13.00%

Таким чином, площа гміни становить 7.54% площі повіту.

## Населення
Станом на 31 грудня 2011:
| Опис     | Загалом | Загалом | Чоловіки | Чоловіки | Жінки | Жінки |
| -------- | ------- | ------- | -------- | -------- | ----- | ----- |
| одиниця  | осіб    | %       | осіб     | %        | осіб  | %     |
| все      | 5208    | 100     | 2623     | 50.36    | 2585  | 49.64 |
| міське   | 0       | 100     | 0        |          | 0     |       |
| сільське | 5208    | 100     | 2623     | 50.36    | 2585  | 49.64 |

## Сусідні гміни
Гміна Буковець межує з такими гмінами: Джицим, Льняно, Прущ, Швеце, Швекатово.